# 一池三山
一池三山是中国古代皇家宫苑建筑中常见的规划形式。通常表现为在一片水域中布置三座岛屿。

## 起源和发展
按照中国古代神话传说，在东海中有蓬莱、方丈、瀛洲三神山，为神仙居所:32。具有浓厚慕仙思想的秦始皇曾在离宫兰池宫中开凿兰池，在池中堆筑蓬莱山。受此启发，汉高祖刘邦在兴建未央宫时，也曾在宫中开凿沧池，池中筑岛。
汉武帝在长安建造建章宫时，在宫中开挖太液池，在池中堆筑三座岛屿，并取名为“蓬莱”、“方丈”、“瀛洲”，以模仿仙境。此后这种布局成为帝王营建宫苑时常用的布局方式:32。

## 典型范例
曾经采用过“一池三山”布局的宫苑包括：
- 西汉：长安建章宫太液池
- 北齐：邺城仙都苑大海
- 北魏：洛阳城华林园天渊池
- 南朝：建康城华林园天渊池，及玄武湖
- 隋朝：长安大兴宫后苑；洛阳东都宫九州池；洛阳西苑北海
- 唐朝：长安大明宫太液池；长安太极宫后苑“四海”；洛阳宫九州池；洛阳东都苑凝碧池（即隋朝西苑北海）
- 北宋：东京艮岳大方沼
- 元朝：大都太液池（万岁山、圆坻、犀山）
- 明朝：南京玄武湖[2]；北京太液池（北海琼华岛、中海水云榭、南海瀛台）
- 清朝：圆明园福海（北岛玉宇、蓬岛瑶台、瀛海仙山三岛）；清漪园昆明湖（南湖岛、治镜阁、藻鉴堂）；避暑山庄（如意洲、月色江声、芝堤云径；金山岛、临芳墅、戒得堂）
- 拉萨罗布林卡湖心宫三岛

此外，中国古代民间园林中也多有在园中凿池、并在池中布置一岛、二岛或三岛以象征仙山的事例。杭州西湖中的小瀛洲（三潭印月）、湖心亭和阮公墩即为“一池三山”的典型例子。至明清时期，由于对民间建筑等级限制甚严，私园中堆筑一池三岛被视为摹拟帝王的僭越逾制行为，因此这种布局逐渐在民间园林中消失。清朝乾隆时期，权臣和珅曾在其漱春园（或作淑春园）中仿圆明园蓬岛瑶台布置池中岛屿（即燕京大学未名湖东岸荒岛），后成为其罪状之一。

## 在国外的影响
- 高句丽平壤安鹤宫莲池，池中有三岛
- 新罗庆州临海殿雁鸭池，池中有三岛
- 朝鲜景福宫庆会楼莲池，有一方岛和两小岛
- 韩国江原道清平寺文殊院影池

## 现存实例
- 颐和园
- 玄武湖